# Comté de Wexford
Pour l’article homonyme, voir Comté de Wexford (Michigan).
 (novembre 2014).
Si vous disposez d'ouvrages ou d'articles de référence ou si vous connaissez des sites web de qualité traitant du thème abordé ici, merci de compléter l'article en donnant les références utiles à sa vérifiabilité et en les liant à la section « Notes et références ».
Le comté de Wexford (en anglais : County Wexford ; en irlandais : Contae Loch Garman) est un comté de la république d'Irlande. C'est un comté maritime situé à la pointe sud-est de l'Irlande. Sa superficie est de 2 352 km2 pour 145 320 habitants. Son point culminant est le mont Leinster (795 m).
Le comté tire son nom de sa principale ville, Wexford, fondée par les Vikings. Wexford a été un des points les plus importants de la colonisation anglaise au Moyen Âge, à tel point qu'un vieux dialecte anglais, le yola, y a été parlé jusqu'à la fin du XIXe siècle[réf. souhaitée]. Le Nord du comté est quant à lui demeuré gaélique, car resté sous la domination du clan de MacMurrough Kavanagh.
Le comté de Wexford a été un des plus forts soutiens à la confédération irlandaise qui gouverna brièvement l'île pendant les années 1640. Une flotte de corsaires était alors basée dans la ville de Wexford. Celle-ci fut rasée par les troupes de Cromwell en représailles.
Le comté a aussi été une zone de combats lors de la rébellion de 1798. Deux batailles importantes eurent lieu à Enniscorthy et Boolavogue, cette dernière est au cœur d'une célèbre ballade.
Son économie se concentre sur deux activités principales : l'agriculture et le transport maritime. Rosslare est le principal port de la région (Rosslare Europort). Les ferries y embarquent fret et passagers en direction de la Grande-Bretagne (Fishguard et Pembroke) et de la France (Cherbourg et Roscoff).
Le cap de Carnsore (en anglais : Carnsore point) a fait la une de l'actualité dans les années 1970 car le gouvernement de l'époque voulait y installer une centrale nucléaire. Devant le tollé général le projet fut discrètement abandonné. Le site est devenu un lieu de pèlerinage pour les militants antinucléaires irlandais.[réf. nécessaire]

## Géographie

### Villes du Comté
- Castlebridge

- Curracloe

- Enniscorthy

- Gorey

- New Ross, Rosslare Strand
- Wexford

### Comtés limitrophes
| Carlow    | Wicklow          | mer d'Irlande |
| Kilkenny  | comté de Wexford | mer d'Irlande |
| Waterford | mer Celtique     | mer Celtique  |